# Agnethe Nielsen
Marie Agnethe Kathrine Nielsen (født Salomonsen; født 13. maj 1925 i Qeqertarsuaaraq; død 11. februar 2011 i Narsaq) var en grønlandsk politiker (Atassut) og kvinderetsforkæmper. 

## Liv og gerning
Agnethe Salomonsen blev født i 1925 på en efterhånden forladt boplads nær Qassimiut som den uægte datter af Johanne Helga Ingeborg Bole Eleonora Salomonsen (1896-1951) og Valdemar Frederiksen, besætningsmedlem på inspektionsskibet Islands Falk. 
Fra 1940 til 1942 var hun på pigeefterskolen i Aasiaat, hvilket var meget usædvanligt for bygdepiger på det tidspunkt, men kateketen og digteren Simon Nielsen tilskyndede den kvikke og læseglade Agnethe. Efter endt uddannelse boede hun hos en dansk familie i Grønland, hvor hun lærte dansk. Hendes ønske om at blive lærer blev forhindret den isolering af Grønland, som blev forårsaget af 2. verdenskrig. Efter krigen i 1946 flyttede hun til Danmark med sin danske partner Kai Nielsen (1915–1987), som hun giftede sig med den 17. september samme år. Parret fik sønnerne Jacob (f. 1955), Christian (f. 1958) og Johan (f. 1962). 
Allerede i 1951 vendte de tilbage til Grønland. I 1954 blev Agnethe Nielsen tolk, og fra 1961 til 1975 som fastansat. I 1955 lod hun sige overtale til at stille op som stedfortræder for Ingvar Høegh i Narsaqs kommunalbestyrelse. Ingvar Høegh forlod Narsaq kort efter, og Agnethe Nielsen tog over. Efterfølgende blev hun  valgt kontinuerligt til kommunestyret indtil 1989.  
I 1960 blev hun den anden kvindelige borgmester i Grønland, hvor Kristine Donaldusson kun havde fungeret som borgmester i Maniitsoq i et par måneder i 1959. Det var først med sin politiske tilbagetrækning i 1989, at Agnethe Nielsen opgav borgmesterskabet. I 1979 kandiderede hun som første suppleant for Lars Godtfredsen til det første Inatsisartut (Grønlands Landsting). Da Lars Godtfredsen fratrådte fra parlamentet i 1981 af personlige årsager, indtog Agnethe Nielsen hans plads, hvormed hun blev det første kvindelige medlem i Inatsisartut og dermed også den anden kvindelige politiker, efter Elisabeth Johansen, som sad i Landsrådet. I 1983 kandiderede hun som stedfortræder for Ingvar Høegh. Også i de følgende år var hun højst førstesuppleant ved parlamentsvalgene. I 1991 vendte hun tilbage fra politisk pension og blev denne gang valgt til Inatsisartut med succes indtil 1995. 
Agnethe Nielsens første år som medlem af kommunalbestyrelsen var præget af en bølge af tuberkulose i Grønland. Derfor oprettede hun en pleje- og overvågningsvagt for børn, hvis forældre var til behandling på hospitaler i Nuuk eller Danmark. Hun var medstifter af socialloven i Grønland i midten af 1960'erne. Fra 1968 til 1972 var hun dog stadig i stand til at opfylde sit ønske om at blive lærer, da hun uddannede Grønlands første socialarbejdere. De første hjemmehjælpere blev også indsat på Agnethe Nielsens initiativ.  
Fra 1968 til 1975 var hun medlem af den lokale forening af Grønlands Arbejder Sammenslutning i Narsaq, hvor hun blev æresmedlem i 1989. I 1969 var hun medlem af et udvalg, som skulle analysere kvinders stilling i det grønlandske samfund. Fra 1973 til 1975 var hun den eneste kvinde i Hjemmestyreudvalget. I 1975 offentliggjorde hun fire publikationer om den grønlandske kvinderolle. Fra 1972 til 1989 var hun også medlem af KANUKOKA-administrationen og i mange år administrativ næstformand for Atuagagdliutit. Da hendes mand døde af kræft i 1987, grundlagde Agnethe Nielsen sammen med Neriuffik (dansk: håbets sted) den grønlandske afdeling i Kræftens Bekæmpelse, hvor hun arbejdede aktivt fra 1989 til 1998. 
For sit arbejde blev Agnethe Nielsen tildelt Dannebrogordenen i 1982, først som ridder, og i 1997 som ridder af 1. klasse. Den 29. november 1990 modtog hun også Nersornaat i sølv. Desuden var hun bærer af den Kongelige Belønningsmedalje og Fortjenstmedaljen, hvilket gjorde hende til den mest dekorerede kvinde i Grønland. 
Efter at hendes mand døde af kræft, blev den stærke ryger en anti-ryger. Ikke desto mindre blev hun diagnosticeret med lungekræft i januar 2011, som hun døde af et par dage senere den 11. Februar på Narsaq hospital.   